# اتفاق السودان (2019)
اتفاق السودان، هو اتفاق جرى التوصل إليه في 5 يوليو 2019 بعد الوساطة الأفريقية - الإثيوبية بين المجلس العسكري الانتقالي وقوى إعلان الحرية والتغيير، وذلك بعد نحو 7 أشهر من بدء الاحتجاجات الشعبية في السودان وأقل من 3 أشهر على الانقلاب العسكري الذي أطاح الرئيس السوداني السابق عمر البشير. جرى توقيع الوثيقة الأولى للاتفاق في 17 يوليو، فيما تأخر توقيع الوثيقة الدستورية حتى 4 أغسطس، وقد أقيمت مراسم توقيع رسمية في 17 أغسطس بحضور رؤساء دول وحكومات وشخصيات من دول عدة، وشهد على التوقيع رئيسا وزراء مصر ورئيس المفوضية الأوروبية، ووقع الاتفاق أحمد ربيع عن قوى الحرية والتغيير، ومحمد حمدان دقلو عن المجلس العسكري الانتقالي.

## تفاصيل الاتفاق
يقضي الاتفاق السوداني بتقاسم السلطة بين طرفي النزاع خلال فترة انتقالية مدتها ثلاث سنوات على الأقل، على أن يبدأ بتشكيل مجلس سيادي يتكون من خمسة عسكريين وخمسة مدنيين، إضافة لعضو مدني، ومجلس وزراء تشكله قوى الحرية والتغيير، ويقوم المجلسان بالمهام التشريعية لحين تشكيل المجلس التشريعي.  
وجرى الاتفاق على أن يرأس أحد العسكريين المجلس السيادي لمدة 18 شهرا، ثم يخلفه شخص مدني لإكمال المدة المتبقية من الفترة الانتقالية.